# Guraleus mitralis
Guraleus mitralis é uma espécie de gastrópode do gênero Guraleus, pertencente a família Mangeliidae.